# Ngali
Ngali is een bestuurslaag in het regentschap Bima van de provincie West-Nusa Tenggara, Indonesië. Ngali telt 6052 inwoners (volkstelling 2010).